# Resolució 1916 del Consell de Seguretat de les Nacions Unides
La Resolució 1916 del Consell de Seguretat de les Nacions Unides fou adoptada per unanimitat el 19 de març de 2010. Després de recordar les resolucions 733 (1992), 1519 (2003), 1558 (2004), 1587 (2004), 1630 (2005), 1676 (2006), 1724 (2006), 1744 (2006), 1766 (2007), 1772 (2007), 1801 (2008), 1811 (2008), 1844 (2008), 1853 (2008), 1862 (2009) 1894 (2009) i 1907 (2009), el Consell va ampliar el mandat del Grup de seguiment durant 12 mesos i va ampliar el seu mandat per incloure el seguiment de l'embargament d'armes a Eritrea, a més de Somàlia.

## Observacions
El Consell va recordar que l'embargament d'armes a Somàlia no s'aplica a les armes ni als equips militars destinats a la Missió de la Unió Africana a Somàlia (AMISOM) ni a l'assistència prestada per desenvolupar institucions del sector de la seguretat en absència d'un decisió negativa del Comitè establert a la Resolució 751 (1992). Es van reafirmar la sobirania i la integritat territorial de Djibouti, Eritrea i Somàlia, així com l'Acord de pau de Djibouti com a base per a una solució al conflicte. Es va expressar preocupació pels actes d'intimidació contra el Grup de seguiment en interferència en el seu treball, i els fluxos d'armes i subministraments de municions a Somàlia i Eritrea en violació dels embargaments d'armes imposats a les resolucions 733 i 1907 respectivament van ser condemnats com a possibles amenaces a la pau i seguretat internacionals. Es va instar a tots els Estats membres a abstenir-se de qualsevol acció en violació de les resolucions i que els infractors se'n responsabilitzessin. El Consell va determinar que la situació a Somàlia, les accions d'Eritrea perjudicant la pau i la reconciliació a Somàlia, així com la disputa entre Djibouti i Eritrea, continuaven constituint una amenaça per a la pau i la seguretat internacionals a la regió.

## Actes
Actuant en virtut del Capítol VII de la Carta de les Nacions Unides, el Consell va subratllar que tots els països haurien de complir les disposicions dels embargaments d'armes contra Eritrea i Somàlia, reiterant la seva intenció de considerar noves mesures per millorar la implementació i assegurar el compliment amb les provisions. Es va subratllar la importància de les operacions d'ajuda humanitària, tot i que es va condemnar la politització, l'ús indegut i l'apropiació indeguda de l'assistència humanitària per part dels grups armats, i va demanar als estats i als organismes de les Nacions Unides que posessin fi a aquestes pràctiques.
A continuació, el Consell va decidir alleugerar algunes restriccions i obligacions en virtut del règim de sancions internacionals per permetre l'entrega de subministraments i assistència tècnica per part d'organitzacions internacionals, regionals i subregionals i garantir l'assistència humanitària urgentment necessària, revisant els efectes de la provisió cada 120 dies. En aquest sentit, es va demanar al Coordinador d'Ajuda Humanitària de les Nacions Unides a Somàlia que informi cada 120 dies sobre l'aplicació d'aquesta disposició. El mandat del Grup de seguiment es va ampliar a continuació:
(a) continuar les tasques establertes en resolucions anteriors;
(b) investigar activitats que proporcionarven els ingressos utilitzats per violar els embargaments d'armes contra Eritrea i Somàlia;
(c) investigar l'ús del transport, rutes, ports marítims, aeroports i altres instal·lacions en relació amb les violacions dels embargaments d'armes;
(d) continuar recopilant informació relativa a persones i entitats dedicades als actes anteriors i presentar al Comitè les possibles mesures per part del Consell;
(e) fer recomanacions basades en les seves investigacions;
(f) cooperar estretament amb el Comitè sobre recomanacions específiques per adoptar mesures addicionals per garantir el compliment dels embargaments d'armes;
(g) identificar àrees on es podrien enfortir les capacitats dels estats de la regió per millorar la facilitació de la implementació dels embargaments d'armes;
(h) proporcionar un informe de mitja sessió al Consell a través del Comitè i informar mensualment sobre el progrés;
(i) presentar un informe final 15 dies abans de la finalització del mandat del Grup de seguiment.
Mentrestant, es va demanar al Secretari General de les Nacions Unides Ban Ki-moon que vetllés per les disposicions financeres per donar suport al Grup de Seguiment. Es va demanar al Comitè que formulés recomanacions basades en els informes del Grup de seguiment per garantir un major compliment dels embargaments d'armes i les resolucions imposades pel Consell de Seguretat a Somàlia i Eritrea. Tots els estats de la regió, inclosa Eritrea i el Govern Federal de Transició a Somàlia, van ser convidats a cooperar amb el Grup de seguiment, el que permetrà un accés sense restriccions per completar el seu mandat.